# David Hansén
David Hansén (i riksdagen kallad Hansén i Gammelstad, senare Hansén i Luleå), född 6 oktober 1880 i Överluleå församling, Norrbottens län, död 20 maj 1957 i Nederluleå församling, Norrbottens län, var en svensk grosshandlare, politiker och handelsminister (folkpartist). Han var far till Per-Axel Hansén.
David Hansén, som var son till en lantbrukare, började arbeta som handelsbiträde i Gammelstad 1898. Efter vigseln med folkskollärardottern Göta Sundberg år 1910 var han grosshandlare och delägare i firman N. J. Wikström & Co på samma ort fram till 1937. Han var kommunalstämmans ordförande i Nederluleå landskommun 1915-1919 och därefter kommunalfullmäktiges ordförande 1919-1930. Han var även aktiv på distrikts- och riksnivå i IOGT.
David Hansén var riksdagsledamot i första kammaren i två omgångar: 1919-1920 för Norrbottens läns valkrets och 1928-1938 för Västerbottens läns och Norrbottens läns valkrets. Han tillhörde Frisinnade landsföreningens riksdagsgrupp Liberala samlingspartiet, under den liberala splittringsperioden ersatt av Frisinnade folkpartiet, och följde med till det återförenade Folkpartiets riksdagsgrupp från 1935 och framåt.
I riksdagen var han bland annat ledamot av bankoutskottet 1933-1935 och av statsutskottet 1937-1938. Som riksdagsman ägnade han sig främst åt regionala frågor om Norrbottens utveckling.
David Hansén var handelsminister i Carl Gustaf Ekmans andra regering 1930-1932 och var landshövding i Norrbottens län 1937-1947. Han anlitades i en rad statliga utredningar och var också styrelseordförande i Norrbottens Järnverk AB 1940-1945.